# 第98回日劇學院賞
←第97回 - 第98回 - 第99回→
第98回日劇學院賞，針對2018年7月到9月在日本播出之夏季檔連續劇所做出的投票與評比。本季獲最優秀作品賞為TBS電視台的《繼母與女兒的藍調》，此劇共獲兩項獎項；本季獲最多獎項的劇集為NHK晨間劇《一半，藍色。》，共獲三項獎項。

## 得獎名單

### 最優秀作品賞
1. 繼母與女兒的藍調[1]
2. 半邊藍天
3. Dele 刪除人生
4. Good Doctor
5. 這個世界的角落

讀者票
1. Good Doctor
2. 零 一獲千金遊戲
3. Tokyo Alien Bros.
4. 繼母與女兒的藍調
5. Dele 刪除人生

記者票
1. 繼母與女兒的藍調
2. 半邊藍天
3. Dele 刪除人生
4. Good Doctor
5. 高嶺之花

評審票
1. 半邊藍天
2. 繼母與女兒的藍調
3. 這個世界的角落
4. Dele 刪除人生
5. 透明的搖籃

### 主演男優賞
1. 山崎賢人／Good Doctor[2]
2. 山田孝之／Dele 刪除人生
3. 菅田將暉／Dele 刪除人生
4. 綾野剛／禿鷹
5. 澤村一樹／絕對零度3

- 讀者票：1. 山崎賢人／Good Doctor；2. 伊野尾慧／Tokyo Alien Bros.；3. 加藤成亮／零 一獲千金遊戲；4. 綾野剛／禿鷹；5. 山田孝之／Dele 刪除人生
- 記者票：1. 山崎賢人／Good Doctor；2. 山田孝之／Dele 刪除人生；3. 窪田正孝／小白臉；4. 松坂桃李／這個世界的角落；5. 菅田將暉／Dele 刪除人生；5. 澤村一樹／絕對零度3
- 評審票：1. 山崎賢人／Good Doctor；2. 菅田將暉／Dele 刪除人生；3. 山田孝之／Dele 刪除人生；4. 佐野史郎／邊緣團地；5. 綾野剛／禿鷹

### 主演女優賞
1. 永野芽郁／一半，藍色。[3]
2. 綾瀨遙／繼母與女兒的藍調
3. 石原里美／高嶺之花
4. 松本穗香／在世界角落找到我
5. 清原果耶／透明的遙籃

- 讀者票：1. 綾瀨遙／繼母與女兒的藍調；2. 永野芽郁／一半，藍色。；3. 石原里美／高嶺之花；4. 波瑠／SURVIVAL WEDDING；5. 松本穗香／在世界角落找到我
- 記者票：1. 綾瀨遙／繼母與女兒的藍調；2. 永野芽郁／一半，藍色。；3. 石原里美／高嶺之花；4. 松本穗香／在世界角落找到我；5. 波瑠／SURVIVAL WEDDING
- 評審票：1. 永野芽郁／一半，藍色。；2. 綾瀨遙／繼母與女兒的藍調；3. 松本穗香／在世界角落找到我；4. 石原里美／高嶺之花；5. 清原果耶／透明的遙籃

### 助演男優賞
1. 佐藤健／一半，藍色。[4]
2. 豐川悅司／一半，藍色。
3. 竹野內豐／繼母與女兒的藍調
4. 峯田和伸／高嶺之花
5. 吉田鋼太郎／刑事7人

- 讀者票：1. 佐藤健／一半，藍色。；2. 戶塚祥太／Tokyo Alien Bros.；3. 藤木直人／Good Doctor；4. 間宮祥太朗／零 一獲千金遊戲；5. 佐藤龍我／零 一獲千金遊戲
- 記者票：1. 佐藤健／一半，藍色。；1. 竹野內豐／繼母與女兒的藍調；3. 豐川悅司／一半，藍色。；4. 瀨戶康史／透明的遙籃；4. 峯田和伸／高嶺之花；4. 勝地涼／小白臉；4. 佐藤健／繼母與女兒的藍調
- 評審票：1. 豐川悅司／一半，藍色。；2. 佐藤健／一半，藍色。；3. 峯田和伸／高嶺之花；4. 吉田鋼太郎／刑事7人；4. 竹野內豐／繼母與女兒的藍調；4. 井浦新／健康而有文化的最低限度生活

### 助演女優賞
1. 上野樹里／Good Doctor[5]
2. 橫溝菜帆／繼母與女兒的藍調
3. 上白石萌歌／繼母與女兒的藍調
4. 松雪泰子／一半，藍色。
5. 小池榮子／零 一獲千金遊戲

- 讀者票：1. 上野樹里／Good Doctor；2. 小池榮子／零 一獲千金遊戲；3. 澤尻英龍華／禿鷹；3. 芳根京子／高嶺之花；5. 松雪泰子／一半，藍色。
- 記者票：1. 上白石萌歌／繼母與女兒的藍調；2. 清野菜名／一半，藍色。；3. 橫溝菜帆／繼母與女兒的藍調；3. 上野樹里／Good Doctor；5. 麻生久美子／Dele 刪除人生
- 評審票：1. 松雪泰子／一半，藍色。；1. 原田知世／一半，藍色。；3. 橫溝菜帆／繼母與女兒的藍調；3. 上野樹里／Good Doctor；5. 澤尻英龍華／禿鷹

### 主題曲賞
1. 《IDEA》星野源／一半，藍色。[6]
2. 《愛的形狀 feat. HIDE (GReeeeN)》MISIA／繼母與女兒的藍調
3. 《溫柔地愛我（英语：Love Me Tender (song)）》埃爾維斯·皮禮士利／高嶺之花

- 讀者票：1. 《COSMIC☆HUMAN》Hey! Say! JUMP／Tokyo Alien Bros.；2. 《活下去》NEWS／零 一獲千金遊戲；3. 《IDEA》星野源／一半，藍色。；4.《充滿裂縫的世界》majiko／邊緣團地；5. 《愛的形狀 feat. HIDE (GReeeeN)》MISIA／繼母與女兒的藍調
- 記者票：1. 《愛的形狀 feat. HIDE (GReeeeN)》MISIA／繼母與女兒的藍調；2. 《IDEA》星野源／一半，藍色。；3. 《Hikari》androp／Good Doctor；4.《如能原諒你 》家入里歐／絕對零度3；5. 《溫柔地愛我》埃爾維斯·皮禮士利／高嶺之花
- 評審票：1. 《IDEA》星野源／一半，藍色。；2. 《溫柔地愛我》埃爾維斯·皮禮士利／高嶺之花；3. 《SINGLES》Mr.Children／禿鷹；4.《活下去》NEWS／零 一獲千金遊戲；5. 《充滿裂縫的世界》majiko／邊緣團地

### 劇本賞
1. 森下佳子／繼母與女兒的藍調[7]
2. 北川悅吏子／一半，藍色。
3. 本多孝好、金城一紀、瀧本智行、青島武、德永富彥、渡邊雄介／Dele 刪除人生

### 導演賞
1. 常廣丈太、瀧本智行／Dele 刪除人生[7]
2. 田中健二、土井祥平、橋爪紳一朗、深川貴志、橋爪國臣、二見大輔、宇佐川隆史／一半，藍色。
3. 平川雄一朗、中前勇兒／繼母與女兒的藍調

### 特別賞
- 熱舞☆啦啦隊的舞蹈表演[8]

## 外部連結
- 第98回日劇學院賞 （页面存档备份，存于）